# The Wolf Among Us
Pour les articles homonymes, voir Among Us (homonymie).
The Wolf Among Us (litt. « Le Loup [est] parmi nous ») est un jeu vidéo épisodique et d'aventure graphique en pointer-cliquer, inspirée de la série de comics Fables de Bill Willingham. Le jeu est développé et édité par Telltale Games, et est distribué par Vertigo et Warner Bros. Interactive Entertainment. La série est composée de 5 épisodes : Faith, Smoke and Mirrors, A Crooked Mile, In Sheep's Clothing et Cry Wolf, tous sortis entre le 11 octobre 2013 et le 8 juillet 2014.
Initialement, une saison 2, intitulée The Wolf Among Us 2, était prévue,. Cependant, le 21 septembre 2018, peu de temps suivant la fermeture du studio, le projet fut annulé. Un trailer a depuis été diffusé aux Game Awards 2019, annonçant la reprise du projet, à la suite du rachat de Telltale Games par le groupe LCG Entertainment en août 2019, actuellement le jeu est prévu pour 2024.

## Histoire
L'histoire de The Wolf Among Us se déroule en 1986 aux États-Unis. À l'époque de l'Amérique coloniale, les mondes de fables, contes et folklore ont été conquis par un tyran désigné sous le seul titre d'Adversaire. Pour échapper au régime de terreur du tyran, les personnages opprimés de ces mondes les ont donc quittés et ont trouvé refuge dans le monde réel, et y ont construit une ville du nom de Fableville (Fabletown en version originale) qui se situe au moment de l'action dans le quartier du Bronx à New York. Pour se fondre parmi les humains (appelés mundys (en), diminutif de « mondains »), les personnages de contes non humains doivent obligatoirement recourir à un glamour (ou Trompe-l'Œil en français), un enchantement qui leur confère une apparence humaine. Cependant, ce sortilège, souvent coûteux, reste hors de portée de certains ou est rejeté par d’autres. Ceux qui ne peuvent ou ne veulent pas s'y conformer trouvent refuge à la Ferme (The Farm), un lieu isolé, loin des regards indiscrets. Bigby Wolf, autrefois connu sous le nom de Grand Méchant Loup (Big Bad Wolf), est le shérif de Fableville. Son rôle : protéger le secret de la communauté des Fables tout en préservant l’ordre parmi ses habitants.

## Système de jeu
The Wolf Among Us est un jeu d'aventure graphique en point-and-click à la troisième personne, dans lequel le joueur incarne Bigby Wolf, shérif de Fabletown. Chargé de faire régner l'ordre, il doit enquêter sur des affaires complexes en explorant les lieux, en interagissant avec son environnement et en prenant des décisions qui influencent le déroulement de l'histoire. Sur le même modèle que The Walking Dead, précédent titre du même éditeur, l'histoire est influencée par certains choix que fera le joueur au cours de sa progression et lors de son interaction avec les autres personnages du jeu. Lors de certaines cinématiques interactives, en particulier des séquences de combat ou de course-poursuite, un Quick Time Event (QTE) est proposé au joueur. La réussite de ces actions permet à l'histoire de se poursuivre, tandis qu'un échec peut mener à un « Game Over », obligeant le joueur à recommencer la scène.
Comme dans The Walking Dead, il est possible de consulter ses choix à la fin de chaque épisode et de les comparer à ceux des autres joueurs, ce qui peut donner lieu à certaines surprises.

## Accueil
- Canard PC : 8/10[9]